# Jaya Asri
Jaya Asri is een bestuurslaag in het regentschap Lampung Timur van de provincie Lampung, Indonesië. Jaya Asri telt 2143 inwoners (volkstelling 2010).